# Engelbert Arnold
Engelbert Arnold (Schlierbach, 7 maart 1856 – Karlsruhe, 16 november 1911) was een Zwitsers elektro-ingenieur.

## Biografie
Engelbert Arnold studeerde mechanica aan de Federale Polytechnische Hogeschool van Zürich van 1874 tot 1878. Vervolgens deed hij een tweejarige stage aan Technische Universiteit van Riga, in Letland, waar hij assistent was van professor Carl Moll. In 1892 huwde hij met Helene Moll, een dochter van zijn professor. Later werd hij docent mechanica en elektrotechniek. In 1894 werd hij vervolgens hoogleraar aan het Karlsruher Institut für Technologie.
Arnold was raadgever van groothertog Frederik I van Baden.

## Onderscheidingen
- Doctor honoris causa aan de Leibniz-Universiteit Hannover (1906)